# Jack Marchal
Pour les articles homonymes, voir Marchal.
Jack Marchal, né le 19 septembre 1946 à Alençon et mort le 1er septembre 2022 à Pontoise, est un musicien et dessinateur français, connu pour son militantisme d'extrême droite dans les années 1970 et 1980.

## Biographie
Adhérent du mouvement Occident depuis 1966, Jack Marchal rejoint en 1968 le noyau fondateur du Groupe union défense (GUD) et entre à la direction politique d'Ordre nouveau, dont il dirige la presse. Il est à la même époque membre de l'Association pour la liberté économique et le progrès social. Il participe à ce titre à la création du Front national en 1972 avant de rejoindre deux ans après le Parti des forces nouvelles.
Il est connu comme l'auteur du personnage du « rat noir », inspiré des dessins de Raymond Macherot, et dont l'image orne de nombreux tracts et documents du GUD. Les « rats noirs » étaient aussi les héros du feuilleton « Les Rats maudits » publié dans le journal satirique Alternative.
Il a rejoint le Front national en 1984.
Jack Marchal a dans la fin des années 1990 collaboré au rock identitaire français en étant guitariste du groupe Elendil.

## Publications
- B.D. : Histoire de la civilisation racontée aux enfants (1975).
- Livre : avec Frédéric Chatillon et Thomas Lagane, Les Rats maudits : histoire des étudiants nationalistes, 1965-1995 (1995).

## Discographie
- Science et Violence (1979), réédité en 1998 en CD.